# Мыслобож
Мыслобож (бел. Мыслабаж) — деревня в Ляховичском районе Брестской области Беларуси, входит в состав Начевского сельсовета. Население — 84 человека (2019).

## География
Мыслобож находится в 5 км к югу от города Ляховичи, деревня стоит на левом берегу Ляховичского водохранилища на реке Щара, связана местными автодорогами с Ляховичами и агрогородком Русиновичи. В Русиновичах расположена ж/д платформа Рейтанов на линии Барановичи — Лунинец.

## История

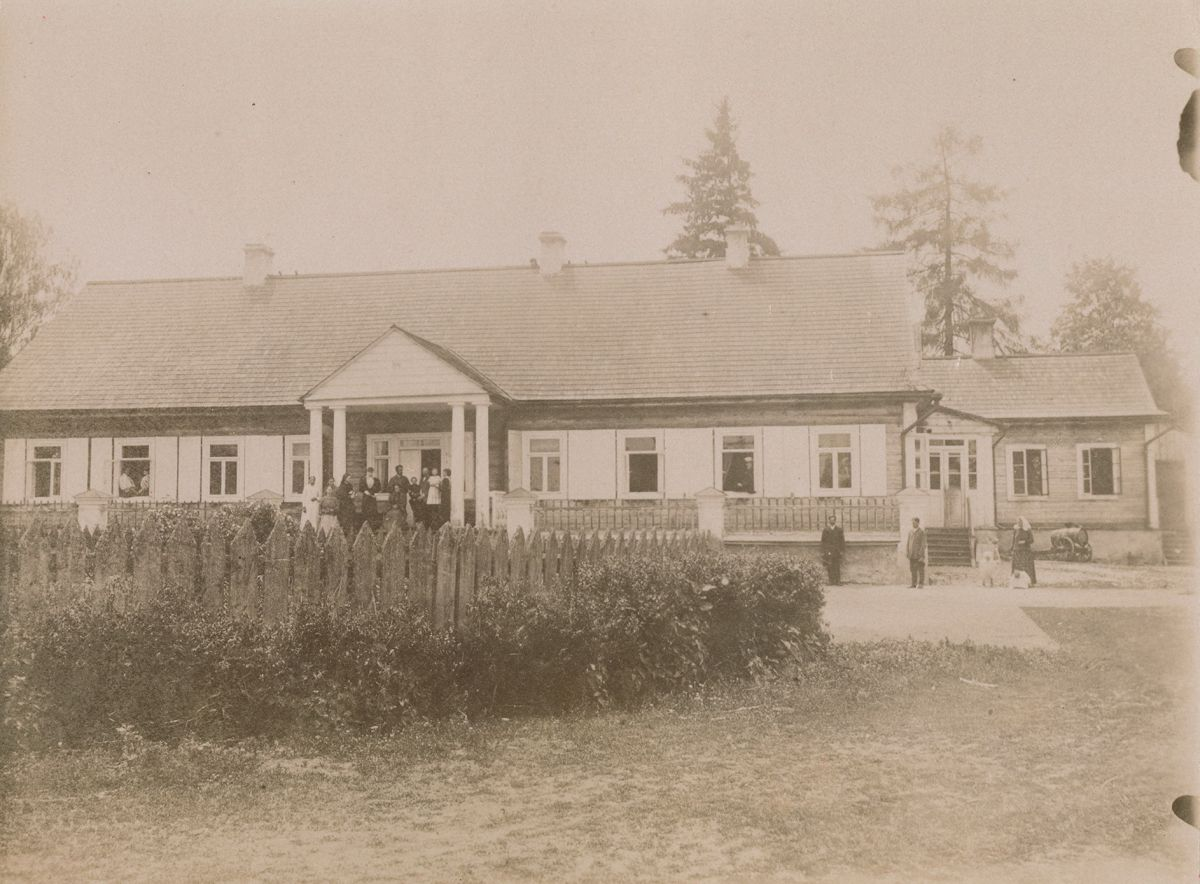
Усадьба Косаковских на фото 1896 года

Поселение впервые упомянуто в 1535 году. Деревня входила в состав Новогрудского повета Новогрудского воеводства Великого княжества Литовского. После второго раздела Речи Посполитой (1793) в составе Российской империи, деревня принадлежала Слуцкому уезду Минской губернии.
Деревня входила в число владений рода Косаковских, в 1876 году её владельцем был Станислав Станисловович Косаковский, в XIX веке Косаковские выстроили здесь усадьбу с деревянным усадебным домом.
Согласно Рижскому мирному договору (1921) деревня вошла в состав межвоенной Польши, с 1939 года — в БССР. В послевоенное время усадебный дом был разобран на нужды местного колхоза.

## Достопримечательности
- От усадьбы Косаковских сохранились лишь фрагменты парка и руины склепа
- Курганный могильник в 1,5 км к северо-западу от деревни[6].